# Eagle Mountain (Minnesota)
De Eagle Mountain is een berg die met een hoogte van 701 m het hoogste natuurlijke punt vormt in de Amerikaanse staat Minnesota, gelegen ten noordwesten van Grand Marais in de noordoostelijke Cook County. De berg dient niet verward te worden met een andere Eagle Mountain dewelke eveneens gelegen is in Minnesota, maar die beduidend kleiner is en behoort tot de Lutsen Mountains.
De berg, gelegen in de Misquah Hills, bevindt zich zowel in de Boundary Waters Canoe Area Wilderness als in het Superior National Forest.
Geologisch gezien ligt de Eagle Mountain op het precambrische Canadees Schild.
Opvallend is dat Eagle Mountain (als hoogste punt van Minnesota) op amper 24 km van het laagste punt van Minnesota ligt: het Bovenmeer, op een hoogte van 185 m boven de zeespiegel.
Het pad dat naar de top van de Eagle Mountain leidt is een van de weinige wandelpaden in de Misquah Hills, waar kanovaren veel populairder is. Over een lengte van 5,6 km overbrugt het pad een hoogteverschil van ca. 168 m. Het matig moeilijke pad loopt langs de oevers van Whale Lake en twee kampeersites.
Doordat de top van de Eagle Mountain in een "National Wilderness Area" ligt, is het bezit van een toegangsbewijs/-licentie, die gratis te verkrijgen is aan de startplaats van het pad, verplicht.
De berg is door de staat Minnesota geklasseerd als een historische site.

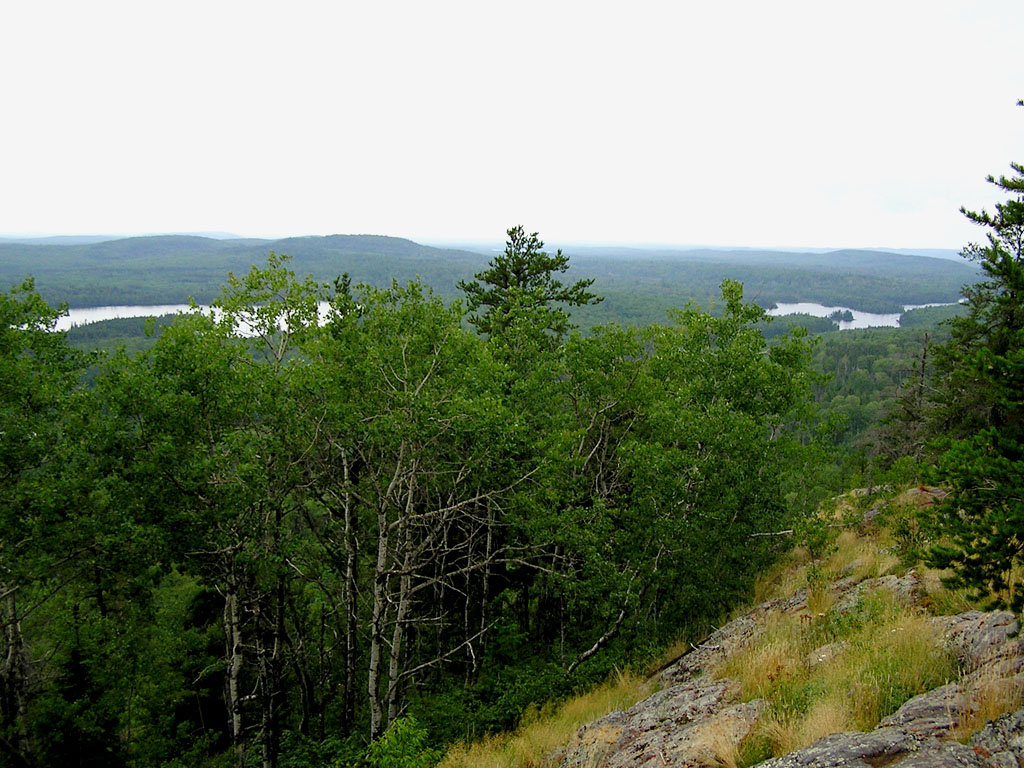
Uitzicht op de omgeving, nabij de top van de Eagle Mountain.
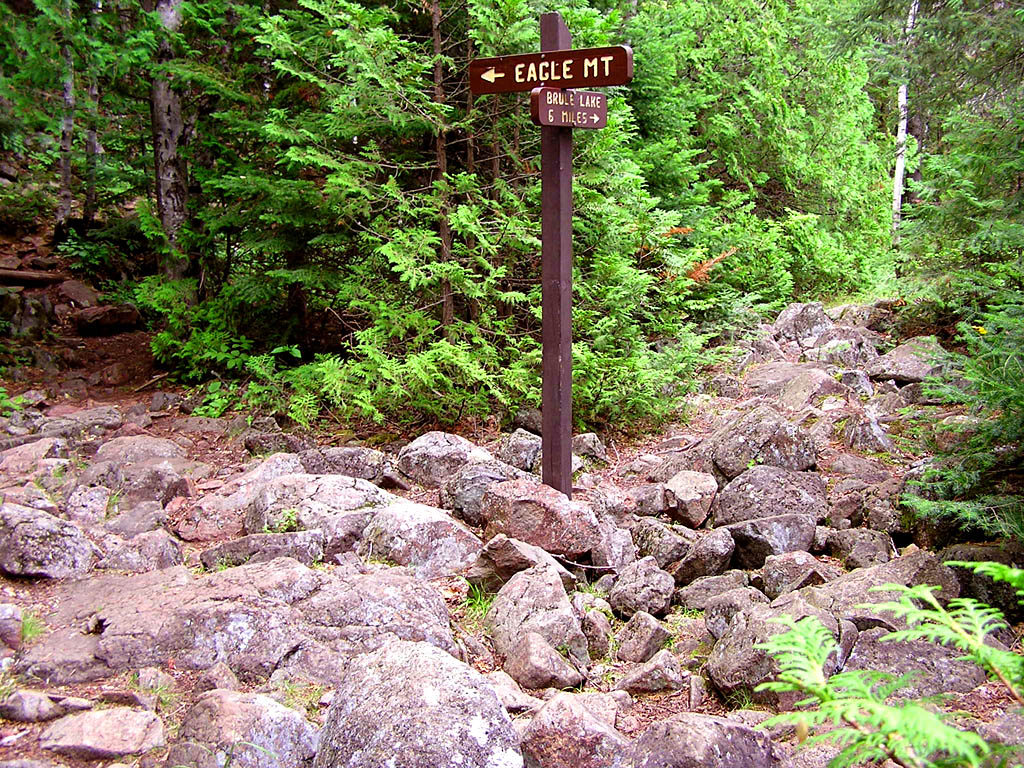
Een tweesprong op de Eagle Mountain Trail. Links gaat naar de top, rechts gaat naar het Brule Lake.
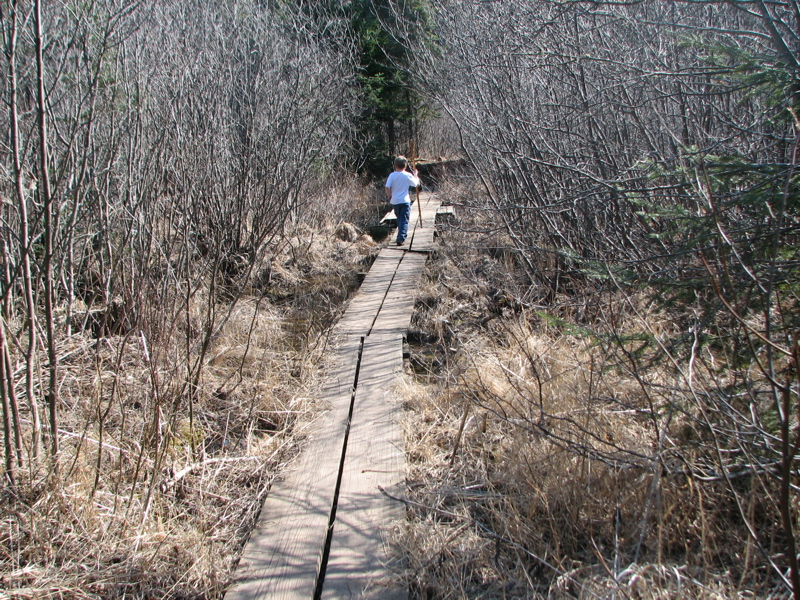
Het pad naar de top van de Eagle Mountain in april.